# Galiléia
Galiléia är en kommun i Brasilien.   Den ligger i delstaten Minas Gerais, i den sydöstra delen av landet, 800 km sydost om huvudstaden Brasília. Antalet invånare är 6 966.
Omgivningarna runt Galiléia är huvudsakligen savann. Runt Galiléia är det glesbefolkat, med 10 invånare per kvadratkilometer.